# Островной сверчок
Островной сверчок (лат. Helopsaltes pleskei) — вид воробьинообразных птиц из семейства сверчковых (Locustellidae). Обитает в Азии. Вид назван в честь русского зоолога Федора Эдуардовича Плеске.

## Описание
Островной сверчок достигает длины 16—17 см и массы от 16 до 24 г. Верхняя часть тела серовато-коричневая. Хорошо выраженная надбровная дуга бледно-коричневого цвета, окологлазное кольцо бледное. Подбородок, горло и брюхо беловатые, с бледным серо-коричневым налетом на груди и более выраженным налетом на боках.

## Ареал и экология

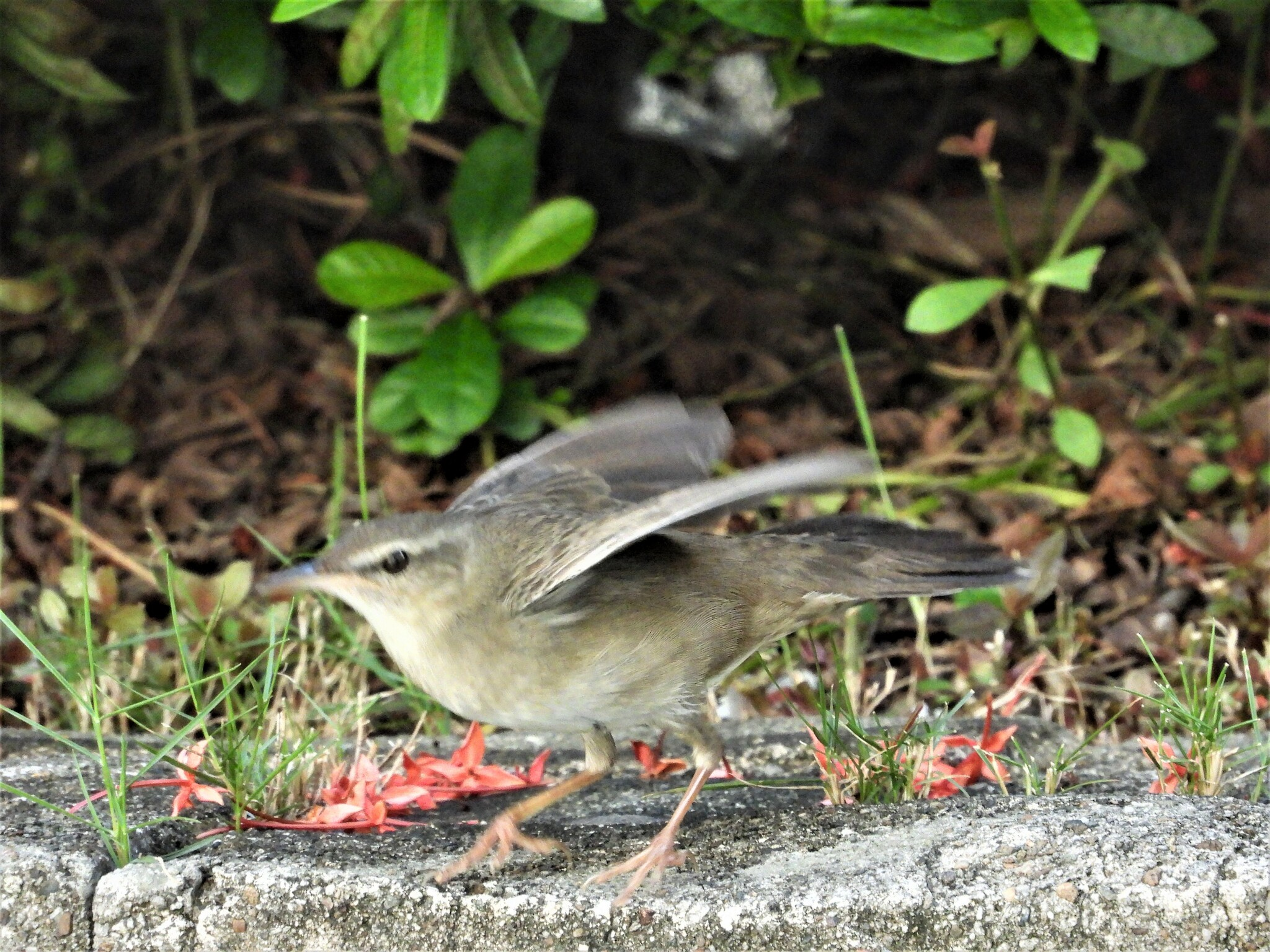
Островной (?) сверчок на зимовке в Гонконге

Островные сверчки гнездятся на небольших островах: в России — на островках в Заливе Петра Великого, в Японии на островах Идзу и Кюсю, на островах у побережья Южной и, вероятно, Северной Кореи. Кроме того. было зафиксировано гнездование островного сверчка на островах у восточного побережья Китая, где проходят пути миграции птиц. Вероятно, островной сверчок зимует в водно-болотных угодьях на юге Китая, хотя подтвержденные свидетельства о случаях зимовки поступали только из Гонконга. Островной сверчок наблюдался также на северо-востоке Вьетнама, что может свидетельствовать о более широком зимовочном ареале , чем считалось ранее. Островные сверчки гнездятся на лугах и в кустарниковых зарослях, зимуют в камышовых и мангровых зарослях. На островах Идзу сезон размножения длится с мая по июнь, в кладке от 3 до 6 яиц.

## Сохранение
МСОП рассматривает этот вид как уязвимый. Численность популяции оценивается в 2,5—10 тыс. взрослых особей.